# Enrico I di Treviri
Enrico I (... – 3 luglio 964) fu arcivescovo di Treviri dal 956 fino alla sua morte.

## Biografia
Era fratello del vescovo Poppo I di Würzburg († 961) e probabilmente figlio del conte Enrico della stirpe franca dei Popponidi; un altro fratello fu probabilmente Bertoldo di Schweinfurt, il potente conte della Franconia orientale.
Enrico si formò - insieme a Volfango, che in seguito divenne vescovo di Ratisbona - nell'abbazia di Reichenau; Enrico e Volfango furono poi educati da Stefano di Novara nella nuova scuola cattedrale di Würzburg, dove suo fratello Poppo era stato vescovo dal 941. Il re Ottone I lo nominò, a cui Flodoardo si riferiva a lui come propinquus dell'imperatore, arcivescovo di Treviri nel 956.
Il 26 maggio 961 fu il terzo arcivescovo, insieme a Bruno di Colonia e Guglielmo di Magonza, che unse Ottone II come re di Aquisgrana. Prese anche parte alla successiva campagna di Ottone II in Italia ed era quindi presente a Roma quando Ottone depose i papi Giovanni XII e Benedetto V. Enrico morì a Roma per un'epidemia scoppiata nell'esercito dell'imperatore. Fu sepolto a Parma e poi riseppellito nel duomo di Treviri.